# Chrysobothris octocola
Chrysobothris octocola (лат.) — вид жуков-златок рода Chrysobothris из подсемейства Buprestinae. Длина тела взрослых насекомых (имаго) 10—17 мм, ширина 4—6 мм. Основная окраска медно-коричневая сверху и с медным блеском снизу, но у этого широко распространённого вида окраска варьирует от медно- до пурпурно-чёрного с ямками на надкрыльях от зелёных до светло-медных. Бёдра ног без пучка волосков на внутреннем крае. У самцов третий членик антенн вытянутый. Эдеагус самцов с постепенно суживающимися к вершине парамерами, латеральные зубцы треугольные. Пигидиум самок с латеральными и срединным килями и с широкой апикальной выемкой; последний абдоминальный стернит с выступающим у середины субапикальным гребнем. Обитают в Северной Америке (Мексика и США). Вид был впервые описан в 1858 году. Сходен с видами Chrysobothris modesta и Chrysobothris paramodesta.
Личинки развиваются на акациях, паркинсонии, прозописе, сливе, ивах.